# Porphyrinia illota
Porphyrinia illota är en fjärilsart som beskrevs av Hugo Theodor Christoph 1887. Porphyrinia illota ingår i släktet Porphyrinia och familjen nattflyn. Inga underarter finns listade i Catalogue of Life.